# Zadnia Koperszadzka Pastwa
Zadnia Koperszadzka Pastwa – największa polana w Dolinie Zadnich Koperszadów w słowackich Tatrach Bielskich. Uchodzą do niej wyloty 4 żlebów spadających z grani głównej Tatr Bielskich: Szerokiego i trzech Płaczliwych Żlebów: Skrajnego, Pośredniego i Zadniego. Ciągnie się wzdłuż północnych zboczy Koperszadzkiego Potoku od wysokości około 1390 m do 1520 m. Wylotami żlebów wysoko podchodzi na zbocza Tatr Bielskich. 
Dawniej polana tętniła życiem pasterskim. Wypasała tutaj miejscowość Biała Spiska. Gleba na polanie jest bardzo żyzna, jak na tatrzańskie warunki, a porost trawy bardzo dobry. Początkowo wypasano tylko woły (ok. 1900 r. 400 sztuk), później również owce (w 1926 r. 2600 sztuk). Feliks Berdau w 1855 r. pisał: „Wegetacja na tych ogromnych łąkach tak bujna, że trawa prawie po pas, a tysiące wołów węgierskich wypasa się corocznie tamże”. Sąsiedzi zazdrościli mieszkańcom Białej Spiskiej tych hal, zachowały się informacje o napadach na ich trzody i szałasy w latach 1562, 1578 i 1596 przez poddanych zamku w Niedzicy (do niego należały tereny poniżej własności bielskich) i mieszkańców Frankowej. Na samotnym głazie z krzyżem przy ścieżce szlaku turystycznego zamontowano tabliczki informujące o pasterskich wojnach o te pastwiska. Od dawna nieużytkowane hale zarastają lasem świerkowym. 
Polanę przecina znakowany szlak turystyczny. Do tego miejsca od wylotu Zadnich Koperszadów prowadzi on drogą wykonaną jeszcze na zlecenie  księcia Christiana Hohenlohe, który w 1887 kupił część Tatr Wysokich i Bielskich. Urządził w nich wielki zwierzyniec, ogrodzony płotem, którego resztki zachowały się w niektórych miejscach do dziś. Jego terytorium dochodziło  do Zadniej Koperszadzkiej Pastwy. 
W dolnym końcu polany znajduje się altana dla turystów i ujęcie wody pitnej. U wylotu Suchego Żlebu znajduje się duży granitowy głaz zwany Zbójecką Skałą, na środku polany na wielkim głazie zamontowano żelazny krzyż. 
Na polanie znajdują się dwa niewielkie i zanikające stawki: Koperszadzkie Stawki i Płaczliwe Stawki.

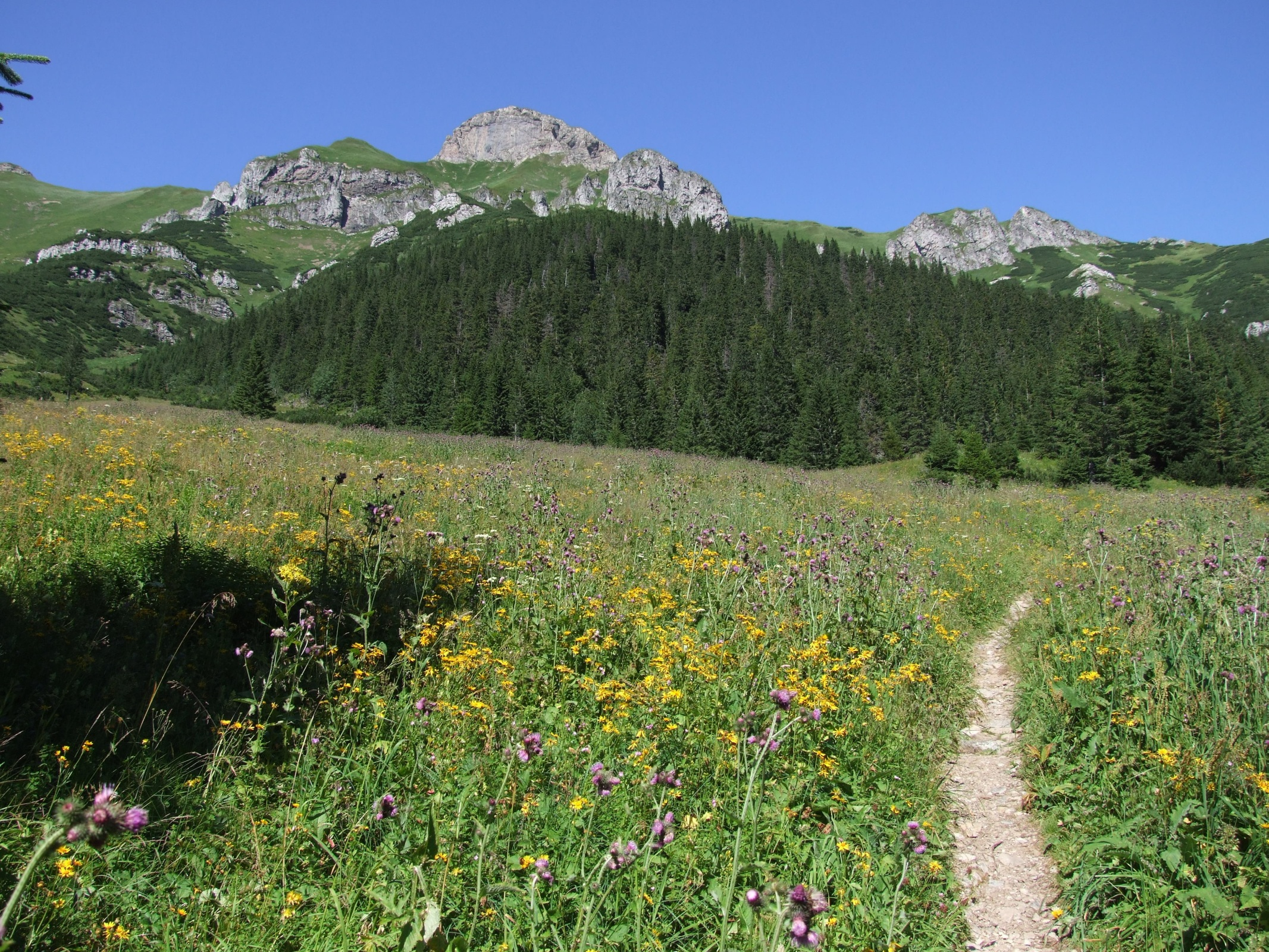
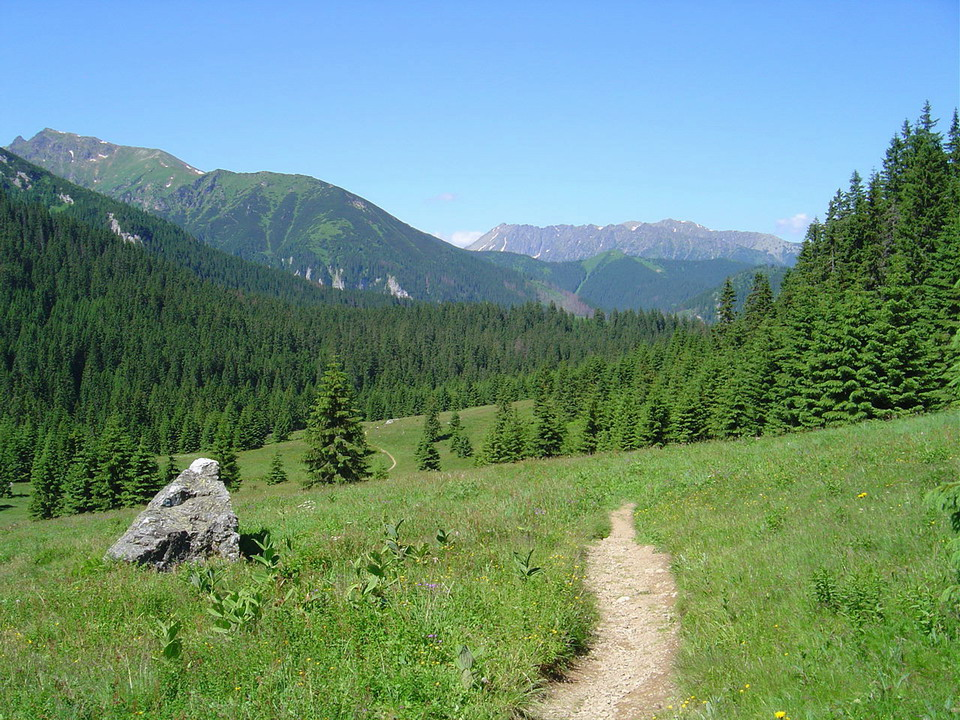
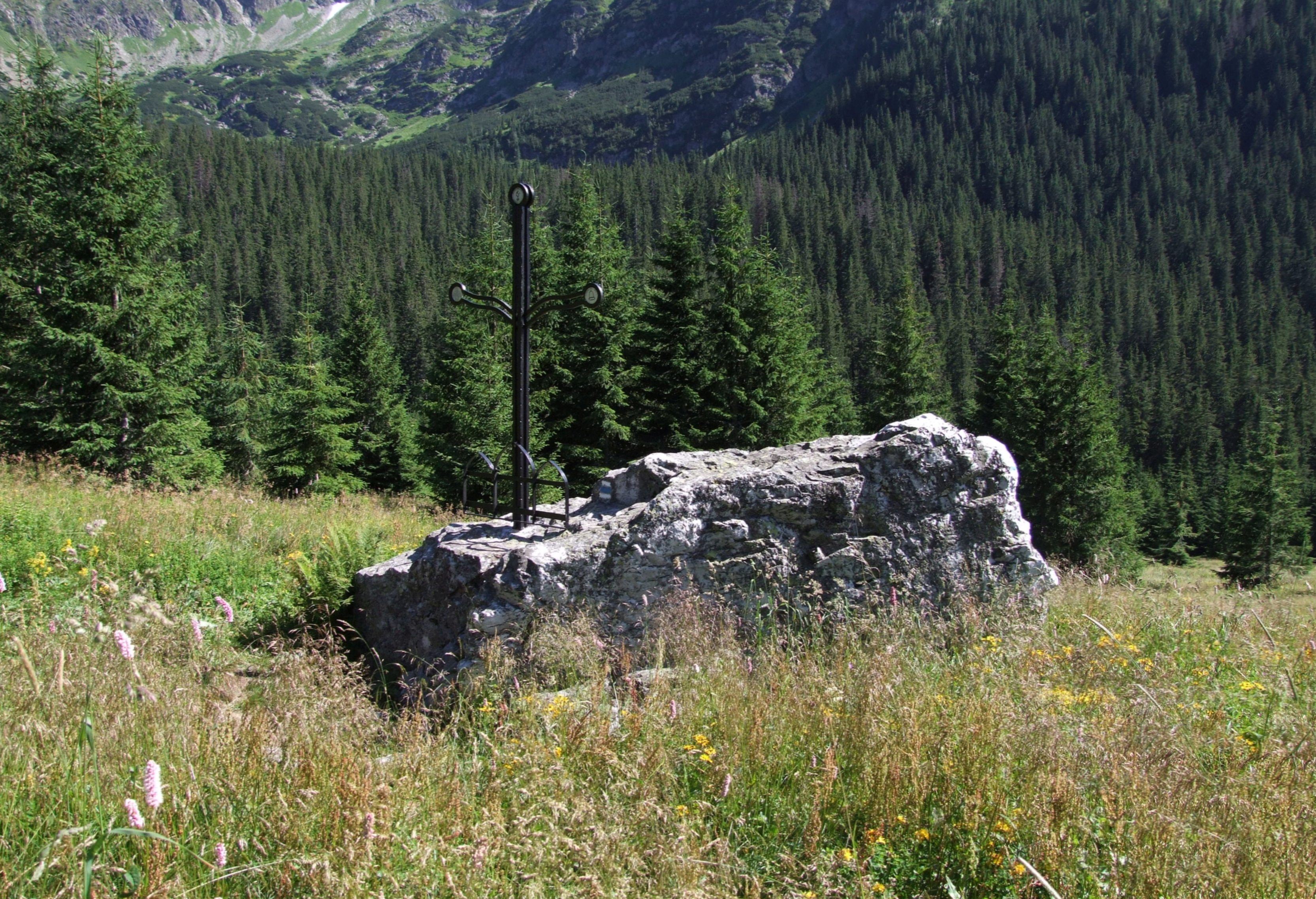
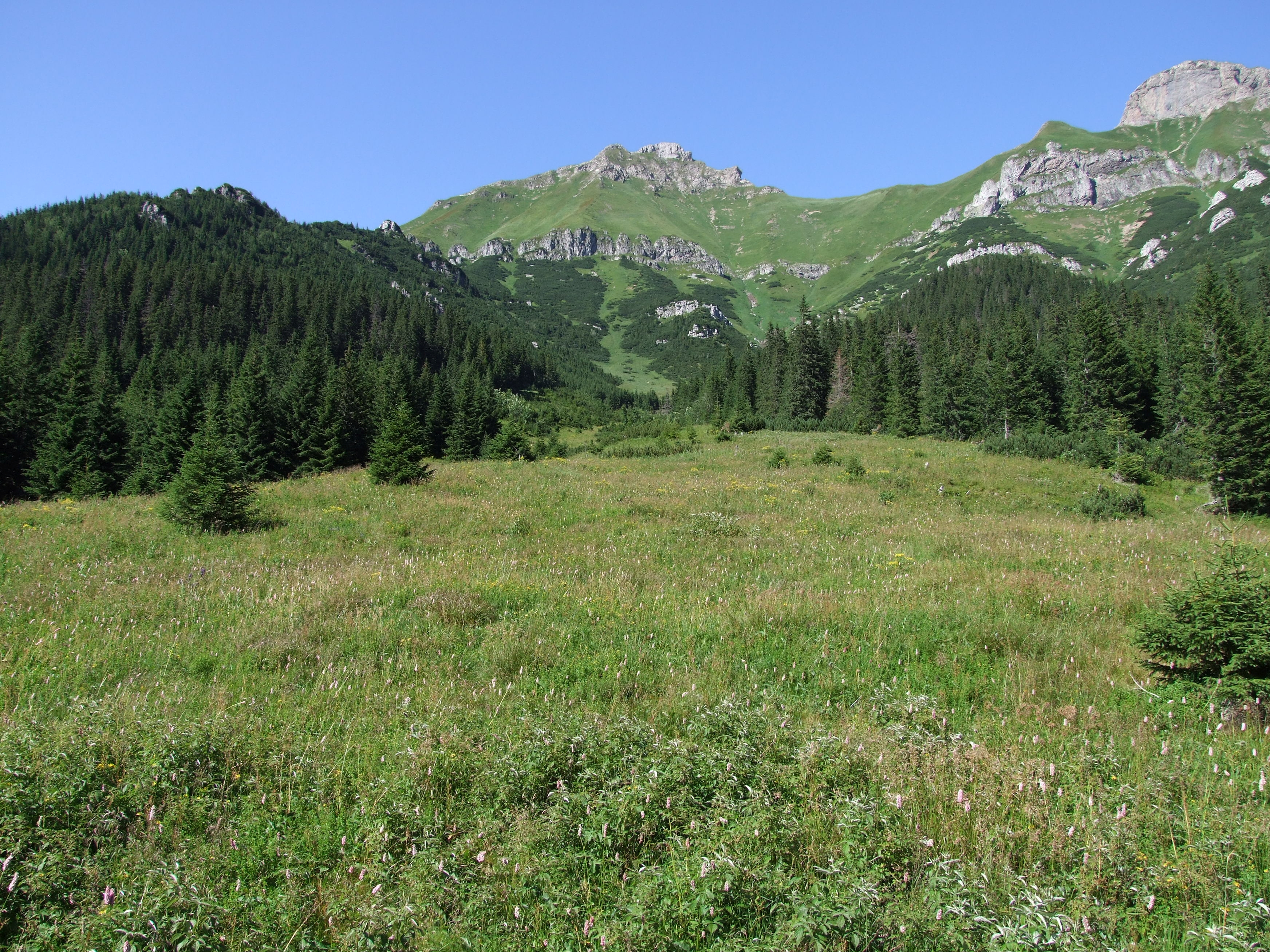
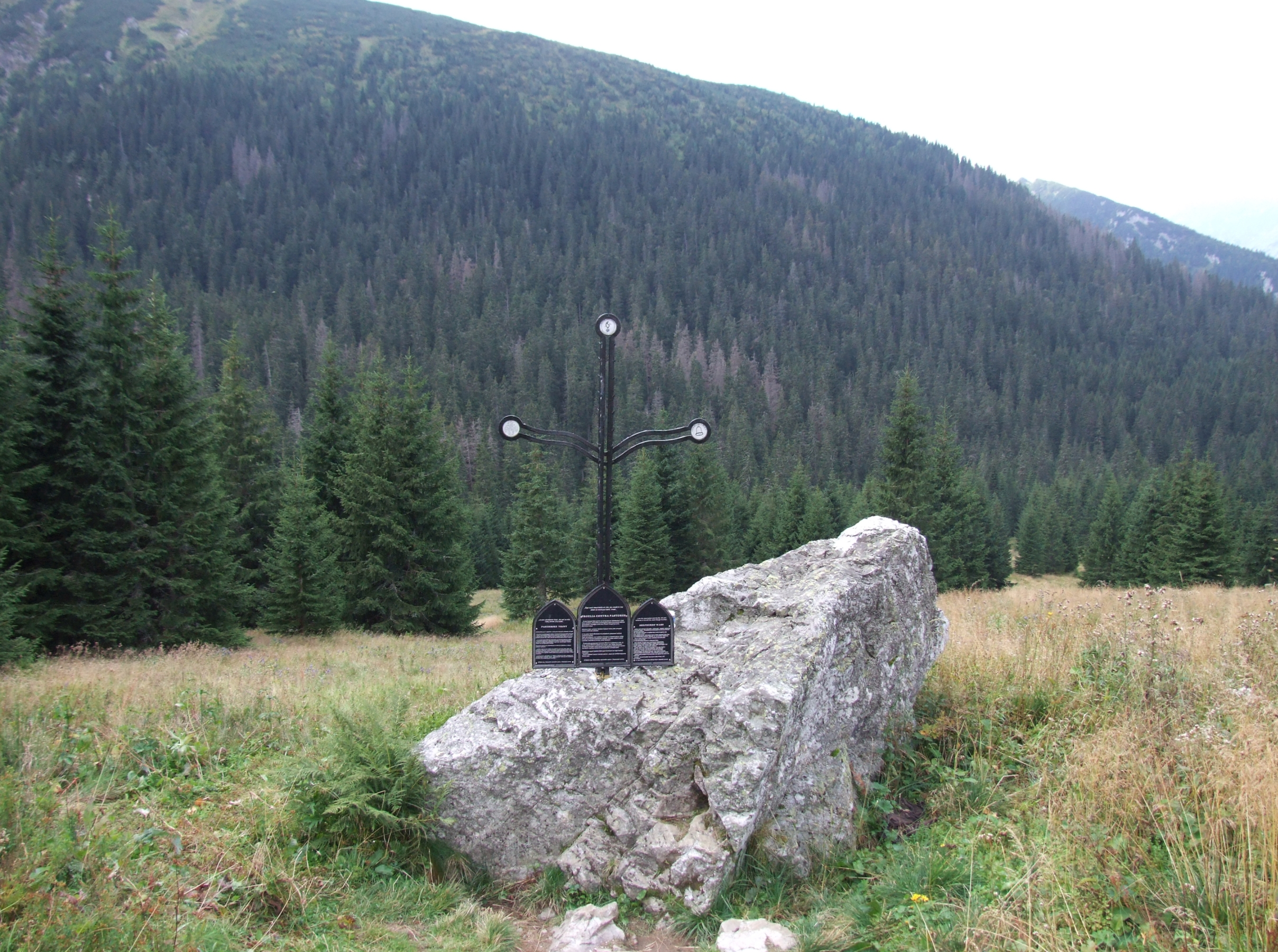
Odnowiony krzyż
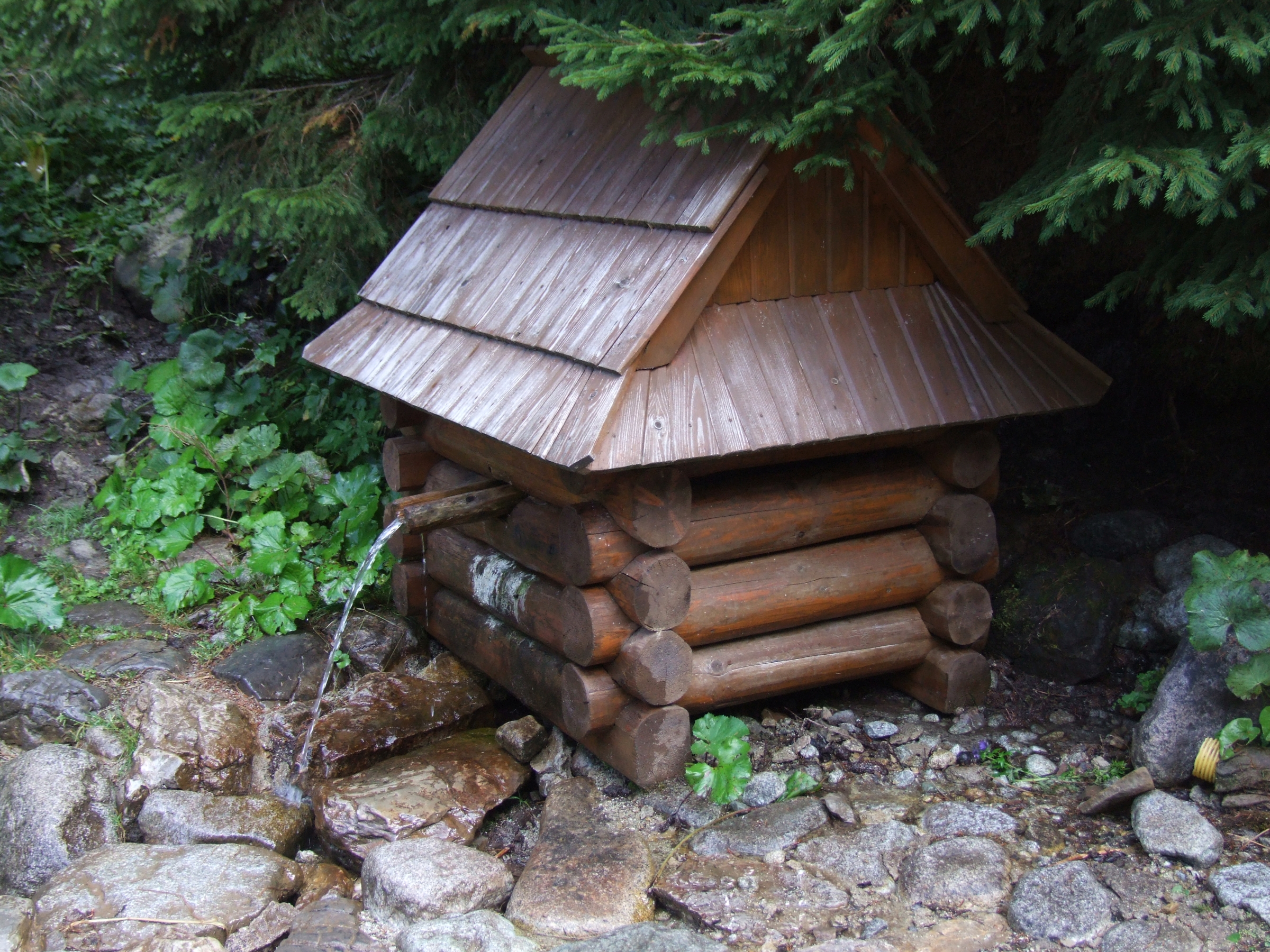
Źródełko

## Szlaki turystyczne
Chociaż dolina położona jest na obszarze ochrony ścisłej, przebiega przez nią szlak turystyczny na Przełęcz pod Kopą, zatem na tej drodze jest dostępna dla turystów.
  – od Rozdroża pod Muraniem przez Polanę pod Muraniem (Gałajdówkę) i Zadnią Koperszadzką Pastwę na Przełęcz pod Kopą. Czas przejścia: 2:30 h, ↓ 2 h